# Tristan-Albatros
Der Tristan-Albatros (Diomedea dabbenena) ist eine vom Aussterben bedrohte Vogelart aus der Familie der Albatrosse. Sein Brutgebiet ist auf die Gough-Insel in der südatlantischen Inselgruppe Tristan da Cunha beschränkt.

## Merkmale
Der Tristan-Albatros sieht dem Wanderalbatros sehr ähnlich und ist im Flugbild kaum von ihm zu unterscheiden. Er erreicht eine Größe von 110 Zentimetern und eine Flügelspanne von 350 Zentimetern. Die Oberflügeldecken sind dunkler als beim Wanderalbatros. Der Schnabel ist rosa mit einer helleren Spitze. Die Augen sind dunkel, die Beine und Füße sind rosa oder grau.

## Verbreitung
Das Hauptbrutgebiet des Tristan-Albatros ist auf die Gough-Insel beschränkt. Auf der Insel Tristan da Cunha ist die Kolonie erloschen. Zwei bis drei Brutpaare wurden auf Inaccessible beobachtet. Außerhalb der Brutsaison jagen die Vögel verteilt in den Gewässern des Südatlantiks zwischen Südafrika und Brasilien. Der Nachweis eines Irrgastes in australischen Gewässern deutet darauf hin, dass die Wanderungen des Tristan-Albatrosses auch über den Indischen Ozean führen.

## Lebensweise
Die Nistplätze befinden sich oberhalb der Baumgrenze zwischen 400 und 700 Meter Höhe, insbesondere an Hängen in feuchter Heide. Die Nahrungssuche findet über dem offenen Ozean statt. Albatrospaare bleiben ein Leben lang treu. Die Reproduktionsrate ist sehr niedrig; es wird nur alle zwei Jahre ein Ei gelegt. Die Brutsaison ist zwischen Dezember und Februar. Die Jungvögel werden zwischen dem folgenden November und Februar flügge. Im Alter von vier oder fünf Jahren kehren die Albatrosse an die Orte zurück, an denen sie geboren wurden. Nach sechs bis acht Jahren brüten sie das erste Mal. Die Nahrung besteht aus Fischen, Tintenfischen und Krebstieren. Vermutlich folgen sie auch den Fischfangschiffen und ernähren sich von den Abfällen.

## Bestand und Gefährdung
Der Tristan-Albatros wird von BirdLife International in die Kategorie „vom Aussterben bedroht“ (critically endangered) klassifiziert. Auf Inaccessible waren die Albatrosse den Nachstellungen von Schweinen und Menschen ausgesetzt. Die Schweine sind inzwischen verschwunden, eine neue Brutkolonie konnte sich jedoch nie wieder etablieren. Auf der Insel Tristan da Cunha wurde der Tristan-Albatros durch die Nachstellungen von Menschen und Ratten ausgerottet. Als Gefährdung auf der Gough-Insel gilt die Hausmaus, die den Küken nachstellt. Seit 2004 wird durchschnittlich die Hälfte der Küken einer Brutsaison durch Mäuse getötet. Mittlerweile gibt es auch Belege dafür, dass die Mäuse auch erwachsene Tiere angreifen und gelegentlich auch töten. Hausmäuse gelangten im 18. oder 19. Jahrhundert mit Seeleuten auf die Gough-Inseln und schafften es in dem unwirtlichen Klima zu überleben. Die auf dieser Insel vorkommenden Mäuse erreichen ein Gewicht bis zu vierzig Gramm und sind damit deutlich schwerer als die 25 Gramm, die Hausmäuse normalerweise auf die Waage bringen. Albatrosjunge wiegen zwar bis zu zehn Kilogramm, sie werden jedoch während ihrer neun Monate dauernden Nestlingszeit nur anfangs von einem Elternteil gehudert und müssen dann später alleine am Nistplatz ausharren, während beide Elternvögel auf hoher See nach Nahrung suchen. Sie sind über mehrere Monate nicht in der Lage, sich Angriffen von Hausmäusen fliegend oder laufend zu entziehen. Greift eine einzelne Maus ein Küken an, werden anscheinend andere durch den Blutgeruch angelockt. Sie fressen sich in den Körper des Albatrosjungen, so dass eine große offene Wunde entsteht. Das Küken verblutet dann entweder langsam oder die lebenswichtigen Organe versagen.
Die Hauptgefährdung geht von der Langleinen-Fischerei in den brasilianischen Gewässern aus, in deren Leinen sich viele Tristan-Albatrosse verfangen und dabei umkommen. BirdLife International geht von einer groben Schätzung der Gesamtpopulation zwischen 9.000 und 15.000 Exemplaren aus. Während der Brutzeit im Januar 2008 wurden 1764 Altvögel gezählt, aber nur 246 Küken, die bis zum Flüggewerden überlebt haben. 2010 gab es 11.300 Exemplare.

## Systematik
Der italienisch-argentinische Ornithologe Roberto Dabbene erwähnte diesen Vogel erstmals 1926 unter dem Namen Diomedea chionoptera alexanderi. Gregory Mathews verwendete den Namen alexanderi jedoch bereits 1916 für eine Unterart des Graukopfalbatros, daher beschrieb er den Tristan-Albatros 1929 erneut als eigenständige Art und ehrte Dabbene mit dem Artepitheton. 1936 wurde er von Robert Cushman Murphy als Unterart des Wanderalbatros (Diomedea exulans) klassifiziert. Seit die Ornithologen Gary Nunn und Scott Stanley im Jahre 1998 auf der Basis von Molekularuntersuchungen darlegten, dass der Tristan-Albatros ein Schwester-Taxon darstellt, das sich genetisch vom Wanderalbatros unterscheidet, wird er allgemein als eigenständige Art anerkannt.